# Ilona Dworak-Cousin
Ilona Dworak-Cousin (heb. אילונה דבורק-קוזין; ur. 3 maja 1949 we Wrocławiu) – izraelska działaczka społeczno-kulturalna, poetka, dziennikarka, pisarka oraz farmaceutka polsko-żydowskiego pochodzenia, popularyzatorka kultury polskiej w Izraelu, przewodnicząca Towarzystwa Przyjaźni Izrael-Polska.

## Życiorys
Urodziła się we Wrocławiu w rodzinie żydowskiej, która II wojnę światową przetrwała w Związku Radzieckim. W 1957 roku wraz z rodziną wyemigrowała do Izraela i osiadła w Tel Awiwie, a następnie w Ra'anannie. Ukończyła studia na Uniwersytecie Bolońskim we Włoszech, uzyskując tytuł doktora farmacji, oraz studia podyplomowe w Tel Awiwie i Yad Vashem w Jerozolimie. Pracowała w największym szpitalu Izraela – Centrum Szeba.
Ilona Dworak-Cousin jest aktywną działaczką na rzecz popularyzacji kultury polskiej w Izraelu i promowania Polski wśród Izraelczyków; współorganizowała m.in. jedyne w tym kraju spotkanie z Wisławą Szymborską, jak również prowadziła wieczór autorski z Olgą Tokarczuk.
Autorka wspiera także dwukierunkowe tłumaczenia pozycji literatury polskiej i hebrajskiej. Od wielu lat zasiada w zarządzie Towarzystwa Przyjaźni Izrael-Polska, którego od 2007 roku jest przewodniczącą. Za działalność na rzecz współpracy kulturalnej między Izraelem a Polską była dwukrotnie odznaczana przez prezydentów – Lecha Kaczyńskiego oraz Bronisława Komorowskiego.
W 2020 otrzymała od Rady Miasta Poznania odznaczenie „Zasłużony dla Miasta Poznania” w uznaniu „zasług dla budowy partnerskich relacji Poznania i Raanana, oraz doceniając osobiste zaangażowanie w rozwój przyjacielskich stosunków między narodami Polski i Izraela”.

## Twórczość
Jako dziennikarka publikowała artykuły w polskojęzycznej prasie izraelskiej; współpracowała m.in. z gazetą „Nowiny-Kurier”. W 1996 roku wydała w Izraelu tomik poezji Fale mojego życia. Jej dorobek prozatorski obejmuje: Opowiadania niedokończone (2001), wydane przez Ara-Graf; opublikowane przez wydawnictwo Austeria,  zbiór opowiadań: Dybuk wspomnień (2008), w którym opisuje wspomnienia i refleksje na temat Polski i swojej osoby, oraz książkę Podróż do Krainy Cieni (2018), która stanowi najpełniejszy opis dziejów rodziny autorki od końca XIX wieku aż po czasy współczesne. Jedno z Jej opowiadań drukował również w 2016 roku krakowski magazyn Ha!art. W 2018 roku odebrała tytuł Ambasadora Dobrego Imienia Polski – nagrodę przyznawaną przez Instytut Polski w Tel Awiwie. W czerwcu 2020 roku otrzymała tytuł „Zasłużony dla Miasta Poznania”.

## Rodzina
Rodzina Ilony Dworak-Cousin historycznie związana jest z Chrzanowem, jak i Krakowem. Wielu członków jej rodziny zginęło podczas Zagłady Żydów. Pisarka jest córką inżyniera Leopolda Dworaka (Druckera) (1905-1978) – absolwenta Politechniki Lwowskiej, a po wojnie wykładowcy Politechniki Wrocławskiej oraz Eugenii z domu Bachner (1911-1990), w młodości członkini Makkabi Kraków. Brat jej matki, Leopold Bachner (1905-1962), architekt i malarz-kubista, należał do przedwojennego Stowarzyszenia Artystów Plastyków „Zjednoczenie”, związany był również ze Zrzeszeniem Żydowskich Artystów Malarzy i Rzeźbiarzy. Przed II wojną światową zaprojektował kilka kamienic krakowskiego Podgórza i Kazimierza, natomiast w okresie powojennym wiedeński hotel Hilton. Bratem jej babki Salomei Drucker był syjonista Samuel Cyfer, pierwszy żydowski wiceburmistrz Chrzanowa.

## Odznaczenia
- Krzyż Kawalerski Orderu Zasługi (2007)[10].
- Krzyż Oficerski Orderu Zasługi (2013)[10].
- tytuł Zasłużony dla Miasta Poznania (2020)[2].